# William Lash Miller
William Lash Miller (* 10. September 1866 in Galt, Ontario; † 1. September 1940 in Toronto, Ontario) war ein kanadischer Chemiker (Physikalische Chemie).
Miller studierte ab 1883 Chemie an der University of Toronto und nach dem Bachelor-Abschluss von 1887 bis 1889 in Berlin, 1889 in Göttingen und 1890 in München, wo er bei Adolf von Baeyer promoviert wurde. Anschließend war er bei Wilhelm Ostwald in Leipzig, was ein Wendepunkt in seiner Chemikerkarriere war. Von da an verbrachte er häufig die Sommer in dessen Labor in Leipzig. 1891 wurde er Demonstrator an der University of Toronto, war 1892 bei nochmals Wilhelm Ostwald in Leipzig, um dort ein zweites Mal zu promovieren, und wurde 1894 Lecturer, 1900 Associate Professor und 1908 Professor für Physikalische Chemie in Toronto. 1937 wurde er emeritiert.
Miller galt zum Zeitpunkt seines Todes als einer der bedeutendsten kanadischen Chemiker. Er baute die Lehre der physikalischen Chemie in Kanada auf und war auch einer der ersten Vertreter der Physiologischen Chemie (Biochemie) in Kanada, mit der er sich ab etwa 1915 befasste. Als Schüler von Ostwald lehrte er die chemische Thermodynamik von Josiah Willard Gibbs, war aber auch wie dieser ablehnend gegenüber dem Atomkonzept. Mit Ostwald widmete er einen Großteil seiner Schaffenskraft darauf, Gibbs’ sehr theoretische Konzepte im Labor-Maßstab umzusetzen. Insbesondere erweiterte er Gibbs’ Behandlungen von Mehrkomponenten-Systemen (ternäre Mischungen), er befasste sich aber mit vielen Bereichen der Physikalischen Chemie.
Er war einer der Hauptorganisatoren des Canadian Institute of Chemistry und 1926 dessen Präsident. 1926 wurde er als erster Kanadier Ehrenmitglied der American Chemical Society. Er war Associate Editor des Journal of the American Chemical Society und des Journal of Physical Chemistry. Er war CBE.

## Schriften
- Über die Umwandlung Chemischer Energie in Elektrische, Zeitschrift für physikalische Chemie, 10 (1892), 459–466
- On the Second Differential Coefficients of Gibbs Function ζ. The Vapour Tensions, Freezing and Boiling Points of Ternary Mixtures, Journal of Physical Chemistry, 1 (1896–1897), 633–642
- The Theory of the Direct Method of Determining Transport Numbers, Zeitschrift für physikalische Chemie, 69 (1910), 436–441
- mit T. R. Rosebrugh: Mathematical Theory of the Changes in Concentration at the Electrode Brought About by Diffusion and by Chemical Reactions, Journal of Physical Chemistry, 14 (1910), 816–885
- The Influence of Diffusion on Electromotive Force Produced in Solutions by Centrifugal Action, Transactions of the Electrochemical Society, 21 (1912). 209–217
- Toxicity and Chemical Potential, Journal of Physical Chemistry, 24 (1920), 562–569
- The Method of Willard Gibbs in Chemical Thermodynamics, Chemical Reviews, 1 (1924–1925), 293–344
- mit A. R. Gordon: Numerical Evaluation of Infinite Series and Integrals Which Arise in Certain Problems of Linear Heat Flow, Electrochemical Diffusion, etc., Journal of Physical Chemistry, 35 (1931), 2785–2884
- Introduction to quantitative analysis, 1896